# Conopophaga
Conophages
Genre
Conopophaga est un genre de passereaux d'Amérique du Sud. Il est constitué de neuf espèces appelées conopophages.

## Liste des espèces
D'après la classification de référence (version 5.2, 2015) du Congrès ornithologique international :
- Conopophaga lineata – Conopophage roux
- Conopophaga aurita – Conopophage à oreilles blanches
- Conopophaga roberti – Conopophage capucin
- Conopophaga peruviana – Conopophage du Pérou
- Conopophaga cearae – (?)
- Conopophaga ardesiaca – Conopophage ardoisé
- Conopophaga castaneiceps – Conopophage à couronne rousse
- Conopophaga melanops – Conopophage à joues noires
- Conopophaga melanogaster – Conopophage à ventre noir